# Benetton B191
O B191/B191B é o modelo da Benetton nas temporadas de 1991 e até a terceira prova da de 1992 da Fórmula 1.
Condutores do modelo B191 a partir da terceira prova de 1991: Roberto Moreno, Nelson Piquet e Michael Schumacher. Pilotos do B191B até a terceira prova de 1992: Michael Schumacher e Martin Brundle. 
O modelo ficou marcado na história da Fórmula 1 pela introdução do bico tipo "tubarão", no estilo com o qual a Tyrrell 019 inovou em 1990 e que passou a ser adotado pelas outras equipes em anos posteriores.  

## Resultados[3][4]
(legenda) (em itálico indica volta mais rápida)
| Ano  | Chassi | Motor         | Pneus | N° | Pilotos            | 1   | 2   | 3   | 4   | 5   | 6   | 7   | 8   | 9   | 10  | 11  | 12  | 13  | 14  | 15  | 16  | Pontos       | Posição |  |
| ---- | ------ | ------------- | ----- | -- | ------------------ | --- | --- | --- | --- | --- | --- | --- | --- | --- | --- | --- | --- | --- | --- | --- | --- | ------------ | ------- |  |
|      |        |               |       |    |                    |     |     |     |     |     |     |     |     |     |     |     |     |     |     |     |     |              |         |  |
|      |        |               |       |    |                    | USA | BRA | SMR | MON | CAN | MEX | FRA | GBR | GER | HUN | BEL | ITA | POR | ESP | JAP | AUS |              |         |  |
| 1991 | B191   | Ford HB5 V8   | P     | 19 | Roberto Moreno     |     |     | 13† | 4   | Ret | 5   | Ret | Ret | 8   | 8   | 4   |     |     |     |     |     | 32.52 (38.5) | 4°      |  |
| 1991 | B191   | Ford HB5 V8   | P     | 19 | Michael Schumacher |     |     |     |     |     |     |     |     |     |     |     | 5   | 6   | 6   | Ret | Ret | 32.52 (38.5) | 4°      |  |
| 1991 | B191   | Ford HB5 V8   | P     | 20 | Nelson Piquet      |     |     | Ret | Ret | 1   | Ret | 8   | 5   | Ret | Ret | 3   | 6   | 5   | 11  | 7   | 41  | 32.52 (38.5) | 4°      |  |
|      |        |               |       |    |                    |     |     |     |     |     |     |     |     |     |     |     |     |     |     |     |     |              |         |  |
|      |        |               |       |    |                    | RSA | MEX | BRA | ESP | SMR | MON | CAN | FRA | GBR | GER | HUN | BEL | ITA | POR | JPN | AUS |              |         |  |
| 1992 | B191B  | Ford HB6/7 V8 | G     | 19 | Michael Schumacher | 4   | 3   | 3   |     |     |     |     |     |     |     |     |     |     |     |     |     | 113 (91)     | 3°      |  |
| 1992 | B191B  | Ford HB6/7 V8 | G     | 20 | Martin Brundle     | Ret | Ret | Ret |     |     |     |     |     |     |     |     |     |     |     |     |     | 113 (91)     | 3°      |  |

† Completou mais de 90% da distância da corrida.
↑1  A prova foi interrompida antes de completados três quartos do total de voltas e os pilotos receberam metade dos pontos.
↑2  Nos GPs: Estados Unidos e Brasil, Moreno e Piquet utilizaram o B190B marcando 6 pontos (38.5 no total). 
↑3  A partir do GP da Espanha, Schumacher e Brundle utilizaram o B192 marcando 80 pontos (91 no total).